# Pari e patta
Pari e patta (Koš ba koš) è un film del 1993 diretto da Bahtiër Hudojnazarov.